# Andreas Mölzer

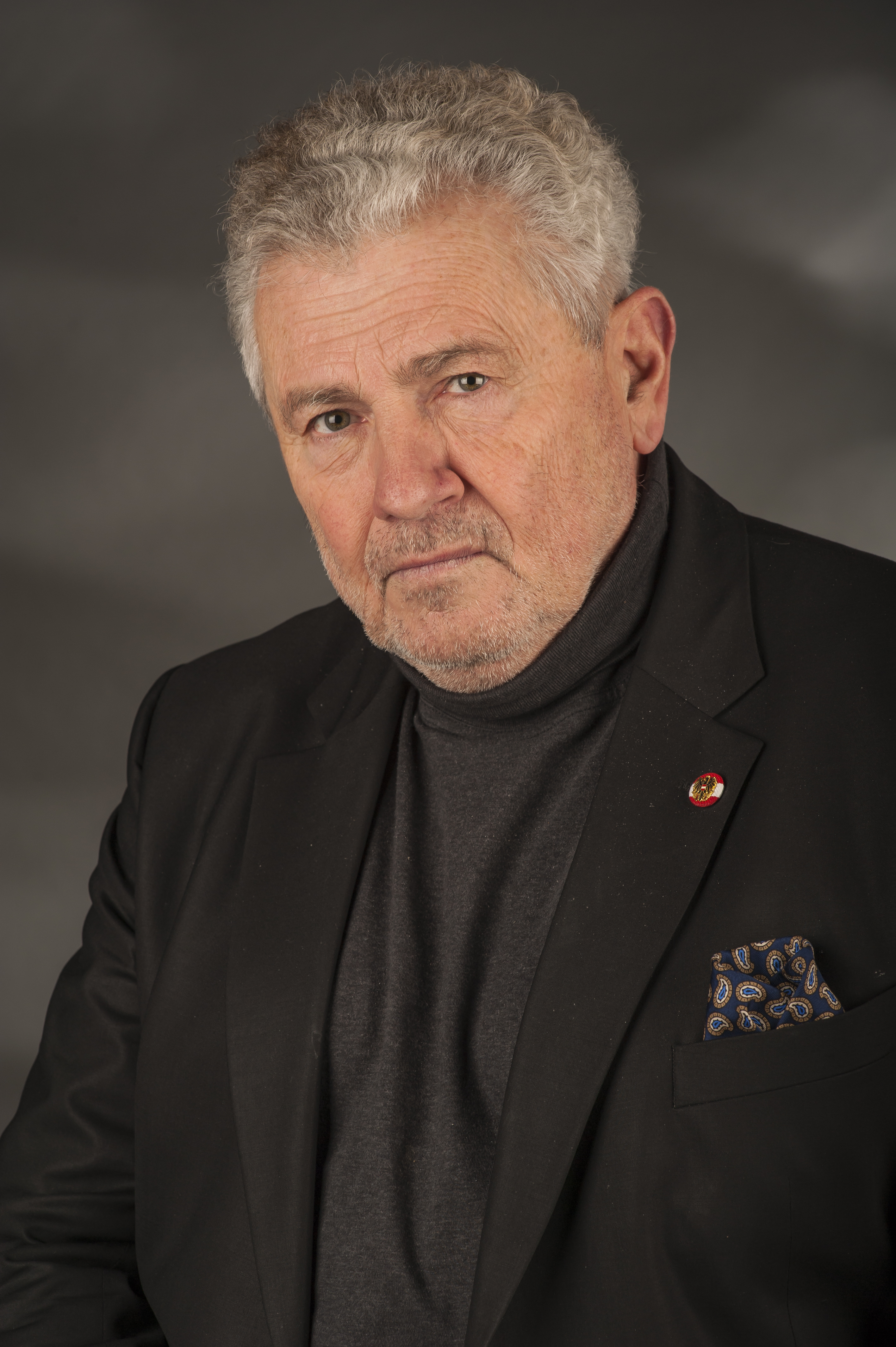
Andreas Mölzer (2014)

Andreas Mölzer (* 2. Dezember 1952 in Leoben) ist ein rechtsextremer österreichischer Publizist und ehemaliger Abgeordneter zum Europäischen Parlament. Er wird dem deutschnationalen Flügel der FPÖ zugerechnet. Mölzer gilt als führender Ideologe der FPÖ. Er bezeichnet sich selbst als „nationalliberalen Kulturdeutschen“. Er war Spitzenkandidat seiner Partei bei der Europawahl 2009 und zunächst auch zur Europawahl 2014. Am 8. April 2014 zog er seine Kandidatur nach zunehmender öffentlicher Kritik an mehreren seiner Aussagen und dem darauf folgenden Druck der Parteiführung zurück. Seit März 2022 ist Mölzer Obmann des Kärntner Heimatdienstes. Seit 1998 ist er Kolumnist der Kronen Zeitung.

## Leben
Andreas Mölzer wurde als Sohn von Sepp Mölzer und Hermine Mölzer geboren. Er besuchte von 1959 bis 1963 die Volksschule in Trofaiach, ab 1963 Gymnasien in Liebenau (Graz) und in Knittelfeld, wo er 1971 maturierte. 1971/72 absolvierte er seinen Präsenzdienst beim österreichischen Bundesheer. An der Karl-Franzens-Universität Graz begann Mölzer 1973 das Studium der Rechtswissenschaften, wechselte nach der Zweiten Staatsprüfung aber 1975 zu Geschichte und Volkskunde. 1973 wurde er im Corps Vandalia Graz aktiv. Später war er Vorsitzender von Vandalias Altherrenverein. Ab 1978 arbeitete er als Studienassistent am Institut für europäische und vergleichende Rechtsgeschichte sowie am Institut für österreichische Rechtsgeschichte. 1980 verließ er die Universität, um sich publizistisch zu betätigen.
Von 1983 bis 1990 war er Mitglied der Schriftleitung des Monatsmagazins Die Aula der Freiheitlichen Akademikerverbände der FPÖ, zugleich war er, in der Nachfolge Jörg Haiders, von 1984 bis Ende 1990 Chefredakteur der FP-Wochenzeitung Kärntner Nachrichten, wo er zum Anhänger Haiders (seit 1983 Landesparteiobmann der FPÖ-Kärnten, ab 1986 Obmann der Bundes-FPÖ) wurde.
Aufgrund eines Leserbriefs in den Kärntner Nachrichten wurde gegen Mölzer 1987, in seiner Funktion als Chefredakteur der Zeitung, wegen der Verbreitung von NS-Gedankengut Anzeige erstattet. Die Anzeige wurde von der Staatsanwaltschaft Klagenfurt zurückgelegt, Mölzer musste jedoch eine Verwaltungsstrafe von 3000 Schilling zahlen.
Von 1985 bis 1987 war Mölzer zudem Mitglied des Redaktionskomitees von Nation und Europa.
1990 wurde er Chef des Freiheitlichen Bildungswerks, geschäftsführender Gesellschafter des Instituts für Sozialpolitische Studien/Edition K3, Verlags- und Beratungs-GmbH und Vorsitzender der Freiheitlichen Parteiakademie (bis 1994). Von 1991 bis 1993 bekleidete Mölzer als vom Kärntner Landtag entsandtes Mitglied im Bundesrat (Österreich) erstmals ein politisches Amt.
Mitte der 1990er Jahre kam es zum Bruch mit Haider. Mölzer wandte sich wieder der Publizistik zu, wurde 1995 Chefredakteur der Österreich-Ausgabe der Jungen Freiheit und ist seit 1997 Mitherausgeber und Chefredakteur der daraus hervorgegangenen und von ihm mitgegründeten deutschnationalen Wochenzeitung Zur Zeit. In der Folge wurde er mit einem Konsulentenvertrag als Kulturberater wieder für Haider tätig und war von 1999 bis 2001 Kulturbeauftragter der Kärntner Landesregierung unter Haider. Sein Beratervertrag wurde wegen unterschiedlicher Vorstellungen zur Kulturpolitik nicht verlängert.
Im Jahr 2005, wenige Tage vor der Abspaltung des BZÖ von der FPÖ, wurde Mölzer aus der Kärntner FPÖ ausgeschlossen. Mangels Zuständigkeit musste die Abstimmung aber im Bundesparteivorstand der FPÖ wiederholt werden. Ursula Haubner, FPÖ-Chefin und Haiders Schwester, die in den Wochen zuvor durch Mölzer in seiner Zeitschrift Zur Zeit heftig kritisiert worden war, fand jedoch für ihr Anliegen nicht die ausreichende Mehrheit. Der gescheiterte Ausschluss Mölzers gilt als Initialzündung für die Gründung des BZÖ durch Jörg Haider.
Über mehrere Jahre hinweg war Mölzer Kolumnist der Wiener Tageszeitung Die Presse, seit 1998 schreibt er regelmäßig Kolumnen in der Kronen Zeitung. Daneben verfasste Mölzer einige Bücher und ist Autor mehrerer Fernsehproduktionen.
Mölzer ist geschieden und wiederverheiratet, hat fünf Kinder und lebt in Treffen am Ossiacher See. Sein Sohn Wendelin Mölzer war von Oktober 2013 bis Oktober 2019 Abgeordneter zum österreichischen Nationalrat für die FPÖ.
Im September 2023 reiste Mölzer zusammen mit dem FPÖ-Politiker Johannes Hübner nach Afghanistan, um sich dort mit dem Außenminister Amir Khan Muttaqi sowie weiteren Vertretern der dortigen Taliban-Regierung zu treffen. Nach Aussagen des afghanischen Außenministeriums ging es bei dem Treffen unter anderem um Gespräche zur Erleichterung von konsularischen Diensten für afghanische Bürger in Wien.
Das österreichische Außenministerium riet von der Reise ab und betonte, dass es sich um die Reise einer Privatperson handelte, da Mölzer kein offizieller Vertreter der österreichischen Bundesregierung war.

## Europaparlament

### 6. Wahlperiode
Am 13. Juni 2004 bekam Mölzer bei der EU-Parlamentswahl fast 22.000 Vorzugsstimmen und übernahm damit das Abgeordnetenmandat des von der FPÖ aufgestellten Listenführers Hans Kronberger, auf den sich die FPÖ-Wahlwerbung konzentriert hatte. Seinem Personenkomitee gehörten vor allem Mitglieder des deutschnational gesinnten Flügels der FPÖ an, darunter Bundesrat John Gudenus, Ewald Stadler und Seniorenring-Obmann Karl Wimleitner. Eine Klage Kronbergers beim Verfassungsgerichtshof wurde wegen eines Formfehlers abgewiesen.
Im Jänner 2005 enthielt sich Mölzer bei der Abstimmung über die Entschließung des Europäischen Parlaments zum Gedenken an den Holocaust sowie zu Antisemitismus und Rassismus der Stimme. Seine Stellungnahme dazu brachte ihm heftige Kritik von FP-Klubobmann Herbert Scheibner und Bundeskanzler Wolfgang Schüssel sowie der Opposition ein.
Andreas Mölzer gehörte bis 2007 keiner Fraktion an, war aber immer bemüht ein Netzwerk von, nach ihrer Eigendefinition, „patriotisch gesinnten“ Abgeordneten im Europäischen Parlament aufzubauen. Er unterhält aus diesen Gründen bis heute enge Kontakte zu Abgeordneten anderer Rechtsparteien, wie des flämischen Vlaams Belang, des französischen Front National, der italienischen Lega Nord sowie der inzwischen aufgelösten Alternativa Sociale, der slowakischen SNS, der griechischen LAOS und der dänischen Volkspartei.
Durch den Beitritt Rumäniens und Bulgariens wurde es möglich, gemeinsam mit Parteien dieser Länder am 15. Jänner 2007 die Fraktion Identität, Tradition, Souveränität (ITS) zu gründen. Ziele der Fraktion waren unter anderem: Verhindern des EU-Beitritts der Türkei, Verhindern der EU-Verfassung, Erhalt der „europäischen Leitkultur“ sowie des kulturellen Erbes, Erhalt der nationalen Souveränität, Identität und Tradition sowie Rechtsstaatlichkeit und Freiheitsrechte sowie Förderung der Familien.
Grundlage für die neue Fraktion bildete die „Wiener Erklärung der europäischen patriotischen und nationalen Parteien und Bewegungen“, die ein Großteil der Parteien der ITS-Fraktion bereits 2005 bei einem Treffen in Wien verabschiedet hatte. Die Unterzeichner berufen sich auf die „unveräußerlichen Werte des Christentums und des Naturrechts“, die sie durch „Globalisierung, Masseneinwanderung und Realitätsverweigerung durch Vertreter der 'Political Correctness'“ als bedroht betrachten.
Im November 2007 löste sich die ITS auf, da die rumänischen Abgeordneten wegen abfälliger Äußerungen Alessandra Mussolinis über Rumänen austraten. Damit fiel die Zahl der Mitglieder unter 20, womit die Gruppe zu klein war, um eine Parlamentsfraktion zu bilden. Mölzer gehört seitdem keiner Fraktion im Parlament an.
In der 6. Wahlperiode des Europäischen Parlaments von 2004 bis 2009 war Andreas Mölzer Mitglied des Ausschusses für konstitutionelle Fragen (AFCO) sowie Stellvertreter im Ausschuss für Kultur und Bildung (CULT). Außerdem gehörte er der gemeinschaftlich-parlamentarischen Delegation EU-Türkei an.

### 7. Wahlperiode
In der 7. Wahlperiode von 2009 bis 2014 war Mölzer Mitglied des außenpolitischen Ausschusses des Parlaments sowie Stellvertreter des Ausschusses für konstitutionelle Fragen (AFCO). Er gehörte zudem der EU-Ukraine-Delegation an.
Den Statistiken der NGO VoteWatch Europe zufolge hat Mölzer unter den österreichischen Abgeordneten in der 7. Legislaturperiode die meisten Reden und schriftlichen Erklärungen abgegeben, zugleich am seltensten an namentlichen Abstimmungen im Parlament teilgenommen (Stand: März 2014).
Zur Europawahl 2014 hätte er auf dem ersten Listenplatz der FPÖ vor Harald Vilimsky antreten sollen, zusammen sollten sie eine „Doppelspitze“ bilden. Ende März 2014 wurde durch einen Bericht im SZ-Magazin bekannt, dass Mölzer bei einer Veranstaltung in Wien am 18. Februar die Europäische Union als schlimmer als das nationalsozialistische Deutsche Reich bezeichnet hatte, das in seinen Augen vergleichsweise „formlos und liberal“ gewesen sei, weil es damals weniger „Regeln und Vorschriften, Gebote und Verbote gegeben“ habe. Eine zweite Aussage, wonach die EU ein „Negerkonglomerat“ sei, bestritt er zunächst, er habe vielmehr „nekrophiles Konglomerat“ gesagt. Erst nach der Veröffentlichung einer Tonaufzeichnung gestand er ein, das so gesagt zu haben, und erklärte seine Aussagen damit, dass die Podiumsdiskussion zu diesem Zeitpunkt „längst ins Satirisch-Ironische abgeglitten“ gewesen sei. Kurz darauf wurde auch bekannt, dass in Mölzers Wochenzeitung Zur Zeit im Jahr 2012 in der Rubrik „Tagebuch einer (sic) Rassisten“ ein Beitrag erschienen war, in dem der Autor beklagt, dass „die echten Wiener“ inzwischen „so aussehen“ wie der „pechrabenschwarze“ Fußballer David Alaba und nur ein „Blick auf die Altersheime“ erahnen lasse, was „wirkliche Österreicher“ und „echte Wiener“ einmal waren. Gezeichnet war der Text mit dem Pseudonym „F. X. Seltsam“, unter dem auch schon Texte veröffentlicht wurden, die Mölzer andernorts unter seinem Namen publizierte. Er bzw. Zur Zeit gaben an, dieses Pseudonym werde von mehreren Autoren benutzt, und er habe diesen Text nicht verfasst. Die Aussagen Mölzers führten zu heftiger Kritik in der Öffentlichkeit und in Medien Österreichs, und von verschiedenen Seiten wurde sein Rückzug von der Kandidatur gefordert, was er zunächst ausschloss. Der Schriftsteller Michael Köhlmeier kündigte am 4. April eine Anzeige wegen Verhetzung an und warb mit Hilfe der Menschenrechtsorganisation SOS Mitmensch um Unterstützer. Von Seiten der schwedischen Sverigedemokraterna wurde angekündigt, aus dem Bündnis von Rechtsparteien auszutreten, das Mölzer im EU-Parlament mitorganisierte. Am 8. April 2014 kündigte er schließlich an, nicht mehr als Spitzenkandidat zur Europawahl anzutreten, wolle aber weiter an aussichtsreicher Position auf der Liste der FPÖ verbleiben. Nach einer Sitzung der FPÖ-Führung am selben Tag wurde seine Kandidatur zur Gänze zurückgezogen. In einer Presseaussendung erklärte er dazu, nicht Druck „der politisch korrekten Medienlandschaft“, „die geheuchelte Empörung des Establishments“ oder „die von der ultralinken Jagdgesellschaft organisierte Hetze“ habe ihn dazu bewogen, sondern „der offensichtliche Vertrauensverlust“ in seiner Partei.
Die von Mölzer verwendete Bezeichnung Negerkonglomerat wurde zum österreichischen Unwort des Jahres 2014 gewählt.

## Politische Aussagen
Einer größeren Öffentlichkeit wurde Mölzer bekannt, als er im Februar 1992 als Referent bei einer Veranstaltung des Freiheitlichen Akademikerverbandes zum Thema „Nationale Identität und multikulturelle Gesellschaft“ auftrat. Anlässlich seines Vortrages befürchtete er eine „Umvolkung“.
Die Tageszeitung Der Standard vom 13. Februar 1992 schrieb:

„Mölzer befürchtet vielmehr, dass die deutsche Volks- und Kulturgemeinschaft in der BRD und in Österreich ‚erstmals in seiner tausendjährigen Geschichte‘ vor einer ‚Umvolkung‘ steht. Bisher sei die ‚biologische Potenz der Deutschen‘ immer stark gewesen, ‚um assimilierender Faktor‘ zu bleiben. Jetzt aber sieht Aula-Mitarbeiter Mölzer einen ‚überalterten und schwächeren Volkskörper, der dynamischeren Zuwanderern gegenübersteht‘. Daher dürfe nicht eine ‚amorphe Masse‘ Aufnahme finden, die Menschen sollten bereits im Ausland überprüft werden. Sonst könnte ‚eine ethnische, kulturelle Umvolkung‘ erfolgen.“

2022 verschärfte er seine Aussagen und sprach von Europas Geno-Suizid.
Zum Skandal um antisemitische Lieder bei der Burschenschaft Germania zu Wiener Neustadt sagte er: „Ich glaube auch, dass wir Hygiene im eigenen Haus – in jeder einzelnen Verbindung – eine psychisch-historische Hygiene suchen und schaffen müssen. Und, wo es solche Restbestände [von Antisemitismus] gibt – ich kenne an sich keine –, gehören sie ausgetilgt, und das gehört unterbunden.“

## Literarisches Schaffen
Mölzer hat Lyrik und Prosa veröffentlicht. Verse wie „Erdbraune Fluten/Wälzen sich drängend/Gewaltig durch das Land“ wurden politisch interpretiert. In die öffentliche Diskussion geriet 2014 Mölzers Roman Der Graue. Erzählt wird die Geschichte eines Überlebenden eines Atomkrieges, der vergewaltigend durch die Lande zieht. Eine Rezension der Tageszeitung Kurier sieht im Roman „krude Gewalt-Fantasien“ und fasst das Ende des Textes wie folgt zusammen: „Aus völkischer Perspektive geht im Grauen letztlich alles gut aus: Der Arier findet sein Weibchen, er rettet die Art – und darf sterben.“

## Bücher
- Hans von Zwiedineck-Südenhorst: Corpsstudent, Gelehrter u. Politiker, Steir. Studentenhistoriker-Verein, 1981
- Die Auseinandersetzungen zwischen nationalen und katholischen Korporationen im Jahre 1931 in Graz anläßlich der Gründung und Publikation der Katholischen Akademischen Turnverbindung Norica, Graz 1981
- Das Waffenstudententum in Vergangenheit und Gegenwart. Sieben Aufsätze zur Geschichte und zur Ideologie des deutschen Korporationsstudententums unter besonderer Berücksichtigung der österreichischen und der Grazer Verhältnisse, Aula-Verlag, 1980
- Österreich, ein deutscher Sonderfall. Türmer-Verlag, Berg am See 1988, ISBN 3-87829-104-3.
- Deutsche Bausteine Mitteleuropas. Aula-Verlag, Graz 1989, ISBN 3-900968-01-2.
- Kärntner Freiheit. Ein österreichischer Sonderfall. Amalthea Signum Verlag, Wien 1990, ISBN 3-85002-297-8.
- Jörg! Der Eisbrecher. Jörg Haider und die Freiheitlichen. Perspektiven der politischen Erneuerung. Suxxes, Wien 1990, ISBN 3-9500009-0-9.
- Und wo bleibt Österreich? Die Alpenrepublik zwischen deutscher Einigung und europäischem Zusammenschluss. Eine Zwischenbilanz. Verlagsgesellschaft Berg, Berg am See 1991, ISBN 3-921655-77-3.
- Der Graue. Eine apokalyptische Erzählung. Edition K 3, Ferlach 1991.
- Lob der Kälte. Worte, Verse, Bilder. Arun-Verlag, Vilsbiburg 1993, ISBN 3-927940-13-5.
- Pro Patria. Das deutsche Korporations-Studententum, Randgruppe oder Elite? Aula-Verlag, Graz 1994.
- Servus Österreich. Der lange Abschied von der zweiten Republik. Verlagsgesellschaft Berg, Berg am See 1996, ISBN 3-86118-038-3.
- Zur Identität Österreichs. Eckartschriften Heft 136, Österreichische Landsmannschaft, Wien 1996.
- Europa im rechten Licht. Rechtsdemokraten und Patrioten über Zustand und Zukunft des Kontinents. W3-Verlagsgesellschaft, Wien 2004, ISBN 3-900052-01-8.
- Europa unser. Für ein Europa der freien Völker und der kulturellen Vielfalt. Eckartschriften Heft 177, Österreichische Landsmannschaft, Wien 2005.
- Was bleibt von der dritten Kraft? W3-Verlagsgesellschaft, Wien 2005, ISBN 3-900052-04-2.
- Als wir „befreit“ wurden... Ausgebombt, gefangen, vertrieben, vergewaltigt. Zeitzeugen berichten über Krieg und Nachkriegszeit. 2. verb. Aufl., W3-Verlagsgesellschaft, Wien 2006, ISBN 3-900052-07-7.
- Neue Männer braucht das Land. Heinz-Christian Strache im Gespräch mit Andreas Mölzer. W3-Verlagsgesellschaft, Wien 2006, ISBN 978-3-900052-09-6.
- Vogelfrei. Beiträge zur Radikalismusdebatte. Zur Zeit W3, W3-Verlagsgesellschaft, Wien 2007, ISBN 978-3-900052-11-9.
- mit Bernhard Tomaschitz: Europa – Traum und Albtraum. Vom Heiligen Reich zur Europäischen Union. Ein Kontinent geeint in seinen Gegensätzen. Zur Zeit, W3-Verlagsgesellschaft, Wien 2007, ISBN 978-3-900052-10-2.
- Freiheit schreibt auf Eure Fahnen! 1848–2008: Das Dritte Lager – Erbe und Auftrag. Zur Zeit, W3-Verlagsgesellschaft, Wien 2008, ISBN 978-3-900052-14-0.
- Europa 2084. Orwell läßt grüßen. FPÖ-Bildungsinstitut, Wien 2009, ISBN 978-3-900052-99-7.

## Fernsehen
- Titos mörderische Macht. Partisanenverbrechen in Kärnten, 2003
- In der glühenden Lava des Hasses. Die Verbrechen der Tito-Partisanen zwischen Karawanken und Hornwald, 2002